# Thenmuli Rajaratnam
Thenmuli Rajaratnam (Jaffna, 1º gennaio 1974 – Sriperumbudur, 21 maggio 1991) è stata una terrorista indiana. Uccise Rajiv Gandhi, se stessa ed altre 14 persone (di più secondo alcune fonti, ma il numero rimane imprecisato) in un attacco suicida avvenuto il 21 maggio 1991 nella piccola città indiana di Sriperumbudur, vicino Chennai. Membro delle Tigri Tamil, Rajaratnam era anche conosciuta come Gayatri e Dhanu.

## L'assassinio
Rajiv Gandhi si trovava a Sriperumbudur, nel Tamil Nadu, per condurre la propria campagna elettorale per le eminenti elezioni parlamentari. Tempo prima, quando Rajiv era al potere, il suo governo inviò di una forza di pace in Sri Lanka scatenando le ire dei gruppi Tamil. Le truppe che aveva inviato nel 1987 avevano combattuto con i guerriglieri separatisti Tamil.
Rajaratnam indossava una cintura con il materiale esplosivo situato nella zona lombare e il gruppo di alimentazione e la circuiteria nella parte anteriore. Un interruttore azionò il circuito e l'altro attivò la bomba. L'esplosivo utilizzato fu RDX e circa 10 000 pallini d'acciaio da 2 mm furono incorporati nella bomba. Dopo aver cinto con una ghirlanda Rajiv, Rajaratnam si chinò per toccargli i piedi attivando l'ordigno. Rajiv avrebbe cercato di fermarla, a giudicare dai segni riportati sul suo viso a seguito dell'esplosione.
Sette anni più tardi, nel 1998, un tribunale indiano condannò ventisei persone per la cospirazione nell'assassinio di Rajiv. In appello, solamente quattro sentenze a morte, delle ventisei, furono confermate.